# Cerodontha nartshukae
Cerodontha nartshukae este o specie de muște din genul Cerodontha, familia Agromyzidae, descrisă de Zlobin în anul 1984. Conform Catalogue of Life specia Cerodontha nartshukae nu are subspecii cunoscute.